# Alte Allee (München)
Die Alte Allee ist eine Allee in den Münchner Stadtteilen Pasing und Obermenzing, die um 1897 angelegt wurde.

## Geschichte
Die ursprünglich Langwieder Straße genannte Allee ist die Haupterschließungsstraße der Villenkolonie Pasing II, die nach dem Modell einer Gartenstadt errichtet wurde. Die Alte Allee beginnt an der Pippinger Straße, wo sie einen Dreiecksplatz bildet, und führt bis zur Bergsonstraße. Nach der Einmündung der Lützowstraße beginnt der Stadtteil Obermenzing.
Die Allee verläuft parallel zur Bahnstrecke München–Augsburg. In den ersten Jahrzehnten erfolgte bis zur Einmündung der Gustav-Meyrink-Straße eine lockere Bebauung mit Villen. 
Die Alte Allee bildet neben der Marschnerstraße den zweiten Längszug des leiterförmigen Straßennetzes der Kolonie. Die Fortsetzung der Straße nach Norden erfolgte in den 1930er Jahren bzw. überwiegend nach dem Zweiten Weltkrieg. Die von Linden gesäumte Allee weist eine durch Wohnhäuser und Wohnanlagen unterbrochene historische Bebauung auf, die als Teil des Ensembles Villenkolonie Pasing II unter Denkmalschutz steht.

## Baudenkmäler an der Alten Allee

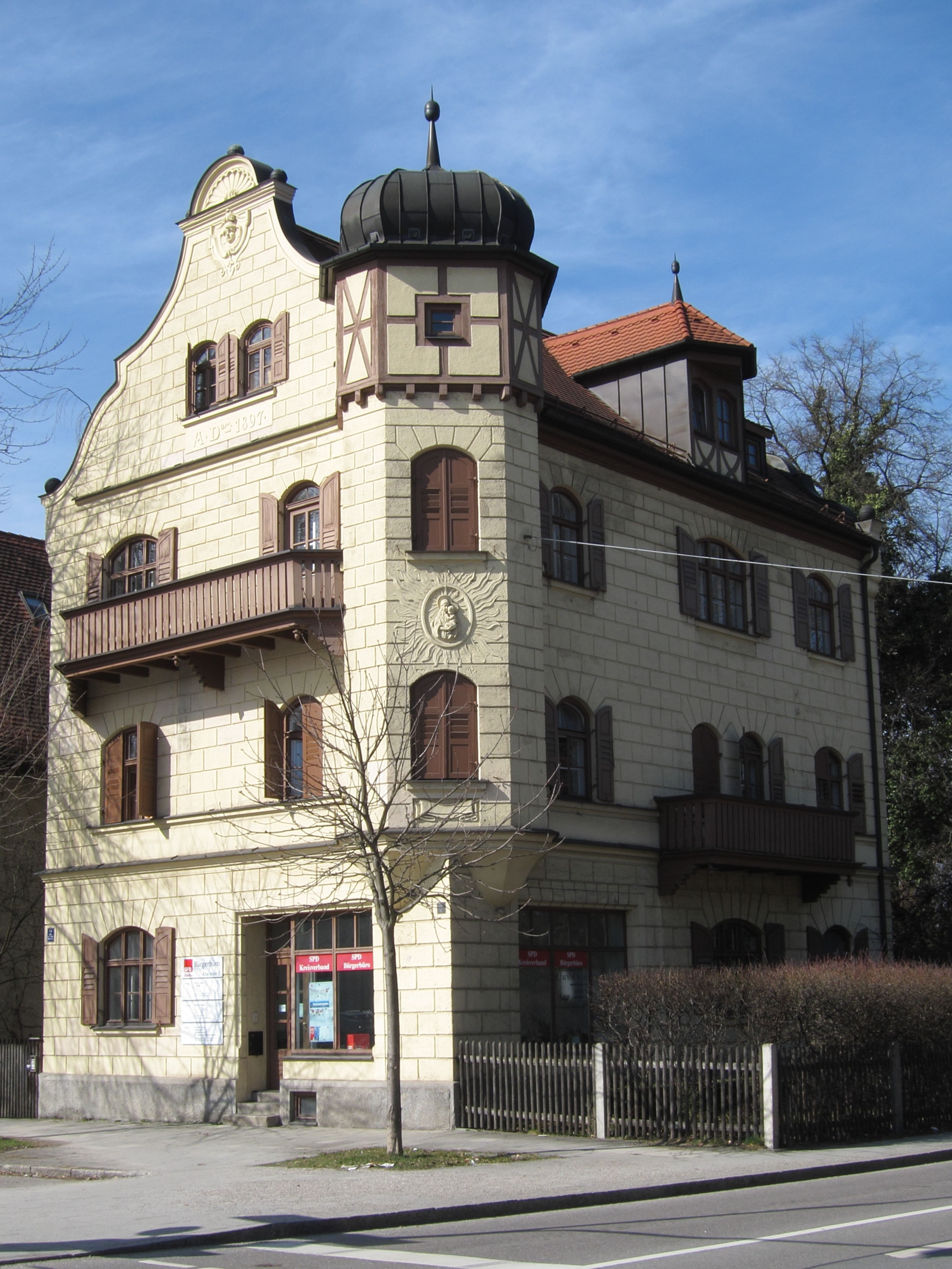
Wohnhaus Alte Allee 2  (gesehen von der Pippinger Straße)
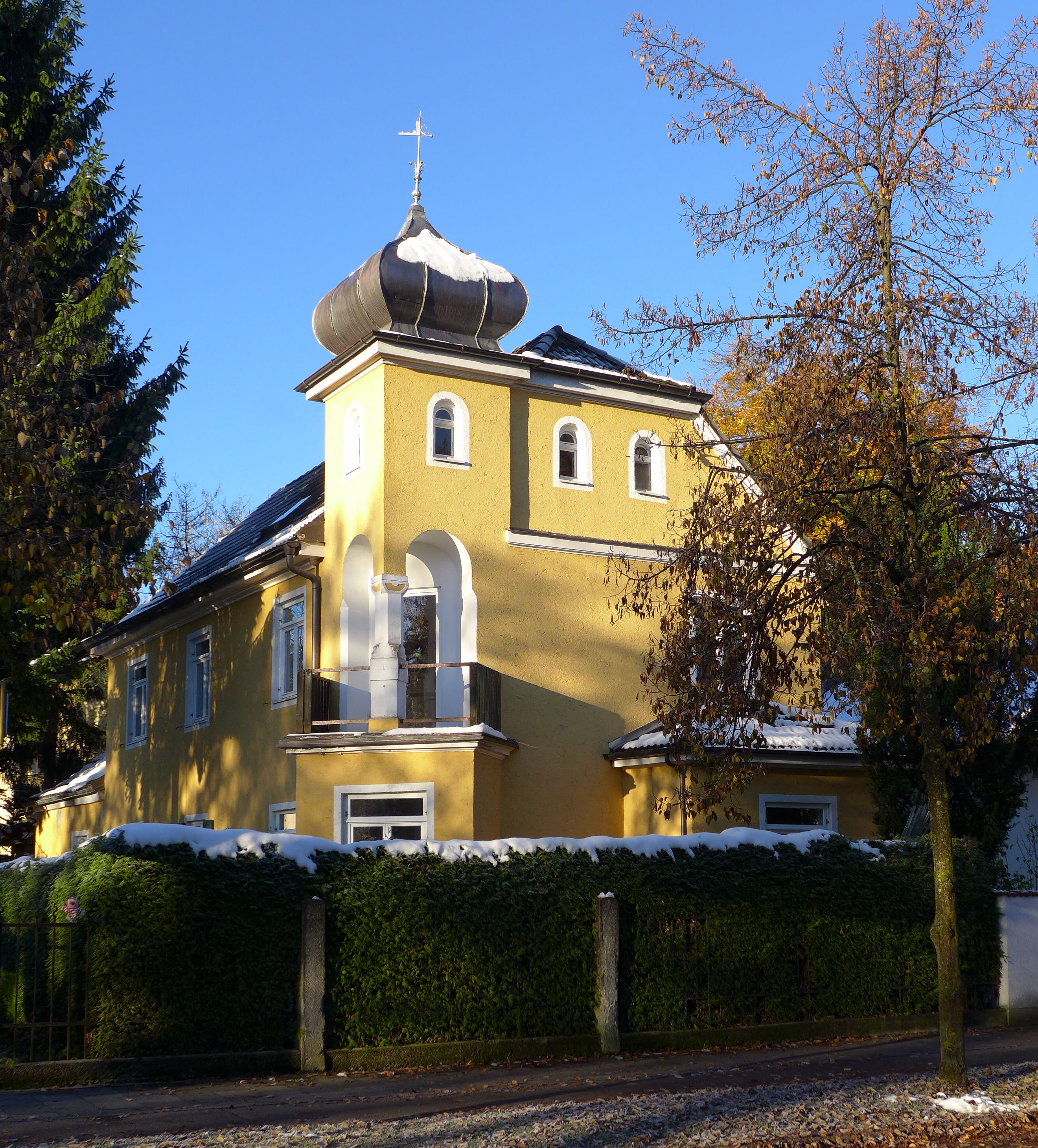
Villa Alte Allee 17

Pasing:
- Alte Allee 2 (Wohnhaus)
- Alte Allee 4 (Wohnhaus)
- Alte Allee 7 (Villa)
- Alte Allee 13 (Wohnhaus)

Obermenzing:
- Alte Allee 17 (Villa)
- Alte Allee 19 (Arztpraxis)
- Alte Allee 21 (Gaststätte Jagdschloss)
- Alte Allee 29 (Villa)
- Alte Allee 46 (Villa)